# اسپرانتیست
اسپرانتیست یا اسپرانتودان (به اسپرانتو: Esperantisto)، به کسی می‌گویند که به زبان فراساخته‌ی اسپرانتو سخن می‌گوید یا آن را به کار می‌برد. معنی لغوی «اسپرانتو»، «کسی که امید دارد» یا «امیدوار» است. اگرچه برای «اسپرانتیست» تعریف‌های مختلفی را بیان کرده‌اند اما بر اساس اعلامیه بولونیا که در اولین کنگره جهانی اسپرانتو نوشته شد، اسپرانتیست به کسی می‌گویند که به زبان اسپرانتو سخن می‌گوید یا آن را برای هدفی به کار می‌برد. همچنین اسپرانتیست را کسی می‌دانند که در فرهنگ اسپرانتو مشارکت می‌نماید.

## فهرستی از شناخته‌شده‌ترین اسپرانتیست‌ها

### افراد مهم این زبان
- ویلیام الد - شاعر سرشناس اسکاتلندی و نامزد جایزه نوبل ادبیات
- همفری تونکین - زبانشناس، استاد دانشگاه، دو دوره رئیس انجمن جهانی اسپرانتو
- آنری باربوس - نویسنده فرانسوی و اولین رئیس افتخاری نخستین گنکرهٔ سات
- یولیو باگی - شاعر و نویسندهٔ مجارستانی و عضو آکادمی اسپرانتو
- کازیمیر باین - چشم‌پزشک لهستانی و نویسنده و فعال در جنبش اسپرانتو، که تخلص‌اش در دنیای اسپرانتو کابه (به اسپرانتو: KaBe) است
- امیل بویراک - نویسندهٔ فرانسوی و نخستین پرزیدنت کمیتۀ زبان اسپرانتو که بعدها تبدیل به آکادمی اسپرانتو شد
- مضطر عباسی - پژوهشگر پاکستانی، از معاونان پیشین انجمن اسپرانتوی پاکستان (PakEsA)، از خدمات او می‌توان برگردان قرآن به زبان اسپرانتو را نام برد.
- بوریس کولکر - دانش‌پژوه اسپرانتو و از اعضای مهم فرهنگستان زبان اسپرانتو
- آنتونی گرابوفسکی - مهندس شیمی اهل لهستان، که به پدر شعر در زبان اسپرانتو معروف است
- لودویک زامنهوف - زبان‌شناس و چشم‌پزشک لهستانی که زبان اسپرانتو را پدیدآورد. یونسکو سال ۱۹۸۷ را که صدمین سال ابداع زبان اسپرانتو بود، به پاس این کار نوآورانه و بزرگ او، سال زامنهوف اعلام کرد

### سیاست‌مداران
- ریچارد بارتولد - نمایندهٔ آمریکا از ایالت میسوری
- یوسیپ بروز تیتو - رئیس‌جمهور یوگسلاوی و رهبر اتحادیه کمونیست‌های یوگسلاوی
- پارلی پارکر کرینستنسن - سیاستمدار آمریکایی و نامزد ریاست‌جمهوری سال ۱۹۲۰ میلادی در این کشور
- فرانتس یوناس - هفتمین رئیس‌جمهور اتریش از سال ۱۹۶۵ تا ۱۹۷۴
- ویلم درس - سیاستمدار هلندی که از ۱۹۴۸ تا ۱۹۵۸ میلادی، نخست‌وزیر هلند بود.
- ژان ژوره - سیاستمدار معروف فرانسوی
- رابرت سیسیل - حقوقدان، سیاست‌مدار و دیپلمات انگلیسی و برندهٔ جایزه صلح نوبل در سال ۱۹۳۷
- مالگورزاتا هاندزلیک - عضو پارلمان اروپا

### نویسندگان
- ویلیام توماس استید - روزنامه‌نگار سرشناس انگلیسی و از پیشتازان روزنامه‌نگاری تحقیقی. او در سن ۶۲ سالگی در حادثه غرق شدن کشتی تایتانیک درگذشت.
- یوسف اعتصامی (اعتصام الملک) - پدر پروین اعتصامی. برخی او را اولین کسی می‌دانند که ایرانیان را با زبان اسپرانتو آشنا کرد.[۱]
- جی آر.آر. تالکین - نگارنده ارباب حلقه‌ها، نویسنده و زبان‌شناس سرشناس انگلیسی، که خودش ۱۵ زبان فراساخته به‌وجود آورده‌است، ولی مؤکداً زبان اسپرانتو را برای بهره‌گیری به‌عنوان زبان مشترک جهانی توصیه کرده‌است.
- لئو تولستوی - نویسنده سرشناس روسی، که گفته شده ظرف چند ساعت موفق به یادگیری زبان اسپرانتو شده‌است.
- احمد کسروی - تاریخ‌نگار، زبان‌شناس، پژوهش‌گر، حقوق‌دان و اندیشمند ایرانی، که کتاب زبان پاک خود را با الهام از ساختار منطقی و پیوندی زبان اسپرانتو نگاشته‌است.
- محمدحسن ناصرالدین صاحب‌الزمانی - اسپرانتودان باسابقهٔ ایرانی، نویسنده، پژوهشگر، روانشناس، عضو افتخاری انجمن جهانی اسپرانتو (از سال ۱۹۸۳) و مؤلف کتاب زبان دوم
- محمدجواد کمالی - اسپرانتودان ایرانی، استاد زبان و ادبیات فرانسه در دانشگاه، نویسنده، مترجم، محقق و ترجمه پژوه معاصر.
- ادمون پریوا - نویسنده، شاعر، مورخ و فعال اسپرانتو، اهل سوئیس، که در پیشنهاد ایران در جامعۀ ملل برای استفادۀ بین‌المللی از اسپرانتو نقشی مهم و کلیدی داشت و برای شناساندن اسپرانتو به جهانیان ازجمله نزد بسیاری از بزرگان جهان، مانند ماهاتما گاندی رهبر فقید هندوستان و تئودور روزولت رئیس‌جمهور آمریکا رفت.
- خورخه کاماچو - نویسنده و منتقد ادبی معروف، اهل اسپانیا
- پتر گینز - نوجوان یهودی اهل چکسلواکی که زبان اسپرانتو را از مادر و پدر خود آموخته بود او واژه‌نامه اسپرانتو-چک را نوشت و در سن ۱۶ سالگی در اتاقک گاز اردوگاه آشویتس کشته شد. او در اردوگاه هفته‌نامه‌ای را می‌نوشت و شعرها و مطالب او به زبان اسپرانتو بعدها توسط بازماندگان و دوستانش منتشر شد و سپس به چندین زبان گوناگون ترجمه و منتشر گردید. تصویری که از کره ماه کشیده بود همراه با شاتل فضائی کلمبیا به فضا فرستاده شد.
- ژول ورن - او اسپرانتو را در آخرین کتابش که ناتمام ماند به کار گرفت. این گفتهٔ او نیز در مورد زبان اسپرانتو معروف است: «کلید تفاهم بین‌المللی که در بابل گم شده بود، توسط اسپرانتو پیدا شده‌است».
- ماورو نروی - شاعر بسیار برجستهٔ ایتالیائی، برندهٔ بسیاری از جوایز ادبی در دنیای اسپرانتو
- هکتور هودلر - نویسنده، ژورنالیست و فعال زبان اسپرانتو، اهل سوئیس، بنیان‌گذار سازمان جهانی اسپرانتو

### دانشمندان
- ویلهلم اوستوالد - برنده جایزه نوبل شیمی و از بنیان‌گذاران تخصص شیمی‌فیزیک
- دنیل بوت - برنده جایزه نوبل فیزیولوژی و پزشکی در سال ۱۹۳۷ میلادی
- کلود پیرون نابغهٔ سوئیسی، روان‌شناس و روان‌کاو، نویسندهٔ اسپرانتیست، مترجم هم‌زمان در سازمان ملل متحد از زبان‌های چینی، انگلیسی، روسی و اسپانیائی به زبان فرانسوی، کارشناس بین‌المللی سازمان جهانی بهداشت
- رینهارد زلتن - برنده جایزه نوبل اقتصاد سال ۱۹۴۴ میلادی
- برتالان فارکاش - فضانورد اهل کشور مجارستان که در مأموریت‌های سایوز ۳۶ و سایوز ۳۵ حضور داشت.
- سیدنی کولبرت زبان‌شناس و روان‌شناس آمریکایی
- برادران لومیر - مخترعین سینما. لوییس لومیر، پایه‌گذاری صلح و گفتمان بین‌المللی را از نتایج به‌کارگیری زبان اسپرانتو دانسته‌است.
- اوریو وایسالا (به فنلاندی: Yrjö VÄISÄLÄ) فضانورد و فیزیک‌دان فنلاندی، مکتشف سیارک‌های اسپرانتو ۱۴۲۱ و زامنهوف ۱۴۶۲
- جان سی. ولز استاد فونتیک و الفبای فونتیک بین‌المللی در کالج دانشگاهی لندن، در چندین دوره، پرزیدنت سازمان جهانی اسپرانتو و انجمن اسپرانتوی بریتانیا (به اسپرانتو: Brita Esperanto-Asocio) نیز بوده‌است.

### دیگران
- ژان پل دوم - او چندین سخنرانی به زبان اسپرانتو داشته‌است.
- سوزان پولگار - قهرمان سه دوره شطرنج زنان جهان، یکی از قوی‌ترین زنان شطرنج‌باز دنیا
- جودیت پولگار - قوی‌ترین بازیکن زن شطرنج در تاریخ شطرنج جهان
- لاشلو پولگار - پدر سوزان پولگار و جودیت پولگار، قهرمانان جهانی شطرنج. کل خانوادهٔ پولگار، اسپرانتیست هستند. لاشلو برای اثبات نظر خود در مورد این‌که نبوغ مادرزادی نیست، بلکه آموختنی است، هیچ‌یک از سه دخترش را به مدرسه نفرستاد و خودش معلم آن‌ها بود و آموزش شطرنج را به این خاطر انتخاب کرد که نتایج کار را می‌شد توسط مسابقات بین‌المللی اندازه‌گیری کرد. نقش کمک‌آموزشی زبان اسپرانتو در تعلیم و تربیت موفقیت‌آمیز او - به‌خاطر ساختار بسیار منطقی زبان اسپرانتو - انکارناپذیر است.
- لیدیا زامنهوف - کوچک‌ترین دختر لودویک زامنهوف بنیان‌گذار زبان اسپرانتو. او به دین بهایی گرویده بود و در سال ۱۹۴۲ میلادی در سن ۳۸ سالگی، در یکی از اردوگاه‌های کار اجباری آلمان نازی کشته شد.
- آلفرد هرمن فرید - روزنامه‌نگار، صلح‌جو، ناشر و برنده جایزه صلح نوبل در سال ۱۹۱۱، نویسندهٔ کتاب آموزشی اسپرانتو
- جرج سوروس - تاجر ارز، سرمایه‌گذار در بازار سهام، تاجر، و فعال سیاسی امریکایی-مجاری. او از پدری و مادری اسپرانتیست به دنیا آمد و نخستین زبانی که آموخت، زبان اسپرانتو بود، به‌عبارت دیگر، سوروس اسپرانتیست مادرزاد بود. پدرش برای فرار از اذیت و آزاری که بر یهودیان روا می‌داشتند، نام خانوادگی خود را به سوروس (به اسپرانتو: Soros) تغییر داد که به معنی «اوج خواهد گرفت» است.
- ویلیام شاتنر - بازیگر، نویسنده و نوازنده کانادایی، بازی‌کنندهٔ نفش کاپیتان کرک در سریال تلویزیونی پیشتازان فضا (به انگلیسی: Star Trek). شاتنر در فیلمی به نام کابوس (به اسپرانتو: Inkubo) (به انگلیسی: Incubus) که تماماً به زبان اسپرانتو بود نیز نقش‌آفرینی کرد.
- عبدالبهاء - فرزند بهاءالله بنیان‌گذار دین بهایی.
- ابینیزر هووارد طراح شهری انگلیسی، مبدع نهضت باغ شهر (به انگلیسی: Garden City Movement)، از چهره‌های به‌نام در تاریخ شهرسازی جهان